# Prirodoslovni muzej u Londonu
Natural History Museum (hr. „Prirodoslovni muzej”) je jedan od tri velika muzeja u muzejskom kvartu Londona na Exhibition Roadu, South Kensington (ostali su Science Museum i Victoria and Albert Museum). Glavni ulaz u muzej je s Cromwell Roada. Muzej je javni, a financira ga država( Ministarstvo za kulturu, medije i sport).
Muzej čuva zbirku od oko 70 milijuna izložaka, u pet glavnih zbirki: botanika, entomologija, mineralogija, paleontologija i zoologija. Muzej je svjetski referencijalni centar za istraživanje, specijaliziran za taksonomiju, identifikaciju i očuvanje. Natural History je vrlo stara institucija, tako da mnoge njegove velike povijesne zbirke imaju, pored znanstvene vrijednosti, i veliku povijesnu vrijednost poput zbirke uzoraka koju je osobno prikupio Charles Darwin.
Muzej je posebno poznat po svojim izlošcima kostura dinosaura i kićene arhitekture samog muzejskog zdanja - tako da ga ponekad zovu katedrala prirode.
Muzej zapošljava oko 850 ljudi, trenutni ravnatelj je Michael Dixon, a posjeti ga više od 5 milijuna posjetitelja godišnje.

## Povijest
Muzej je nastao iz prirodoslovnih zbirki Britanskog muzeja. Naime, Richard Owen, upravitelj Britanskom muzeja od 1856. godine, je želio ispraviti mnoge nepravilnosti bivših ravnatelja i dati prirodoslovnom dijelu Britanskog muzeja više mjesta. Konačno odvojenje se dogodilo preseljenjem prirodoslovne zbirke u novu zgradu arhitekta Alfreda Waterhousea 1881. godine. No, kao zasebna ustanova pod nazivom British Museum (Natural History) postao je tek 1963. godine. God. 1986. mu je priključen i Geološki muzej. Godine 1992. promijenio je ime u Prirodoslovni muzej. Darwinov centar je noviji ogranak muzeja, projektiran kao moderni objekt za skladištenje vrijednih zbirk, dovršen 2008. godinei. 

## Izlošci
Jedna od najposjećenijih i vjerojatno najpoznatijih izložaka je replika kostura dinosaura diplodoka dug 32 metra, poznat kao Dippy, koji je bio postavljen u Središnjoj dvorani. Nakon gotovo 112 godina, replika kostura dinosaura je uklonjena i zamijenjena modelom kostura plavog kita. Kostur je dug 25 metara i teži 10 tona. Mogao je biti izložen tek 1934. godine izgradnjom nove dvorane samo za taj izložak (danas „Dvorana velikih sisavaca”), iako je bio u vlasništvu muzeja 42 godine prije izlaganja.
Vjerojatno najpoznatiji izložak u Darwinovom centru je divovska lignja dugačka 8,62 metara, nazvana Archie, koja je živa uhvaćena u ribarsku mrežu nedaleko od Faulklandskog otočja 2004. godine.
Muzejske galerije su podijeljene u četiri odjela:
| - Crvena zona - u ovaj odjel se može ući iz ulice Exhibition Road, s istočne strane zgrade. Zona je posvećena povijesti planeta Zemlje, a sadrži veći broj galerija: - Laboratorij Zemlje - Bogatstva Zemlje - Najnovije impresije - Površina za odmor - Zemlja danas i sutra - Od početka - Unutrašnja snaga - Vizije zemlje | - Zelena zona: - Ptice - Zastrašujući gmizavci - Ekologija - Fosili morskih reptila - Divovska sekvoja i središnja dvorana - Minerali - Grobnica - Naše mjesto u evoluciji - Biljna snaga - Primati - Istraživanja | - Plava zona - Dinosauri - Ribe, amfibije i reptili - Biologija čovjeka - Jerwood - Beskralježnjaci - Sisavci - Priroda uživo | - Narančasta zona: - Vrt s divljim životinjama - Darwinov centar |

- Središnja Hintze dvorana
- Replika kostura dinosaura diplodoka Dippy
- Plavetni kit postavljen u središnjoj Hintze dvorani 2017.
- Charles Darwin u središnjoj dvorani
- Dvorana velikih sisavaca
- Uaz u galeriju ptica u Zelenoj zoni
- Bjeloglavi sup u Zelenoj zoni
- Triceratops u Plavoj zoni
- Stegosaur Sophie, najpotpuniji fosil stegosaura, izložen od 2014.
- Dinocochlea, okamina oko humka morskog crva koja je bila misterij od njezina otrkića 1921. do 2009.
- Divovska lignja Archie u Darwinovom centru
- Galerija minerala u Geološkom muzeju
- Ulaz u Zemljane galerije

## Vanjske poveznice
- Službene stranice Natural History Museuma
- Povijest izgranje sa stranica Survey of London  Arhivirana inačica izvorne stranice od 28. rujna 2007. (Wayback Machine)